# 김유라 (가수)
김유라(1991년 10월 18일 ~ )는 대한민국의 가수이다. 2014년에 꼬까신으로 트로트 가수로 데뷔한 성인가요계의 스타이다. 2집 앨범 먹물같은 사랑으로 활동하였으며 2018년에는 천년학,땡큐,있어도 없어도를 선보이면서 트로트계의 스타로 부상하고 있다.
트롯경연 프로그램인 SBS트롯신이 떴다2에서 랜선심사위원들의 최고점을 받으며 상위라운드에 진출하였고 이태호의 '간대요 글쎄' 주병선의 '칠갑산'을 가야금 연주와 함께 16년내공의 국악으로 다져진 창법으로 불러 시청자들로부터 극찬을 받았으며 제2의 송가인으로 기대하고 있는 트로트계의 유망주이다. 발표곡으로는 첫 데뷔 앨범 꼬까신, 2집 먹물같은 사랑, 이후 사랑의 밥차에서 활동중인 정음이 작곡한 싱글앨범 땡큐,있어도 없어도,천년학,잔칫날 등을 발표하였으며.최근 '꿀떨어진다'로 대중들의 인기를 얻고 있는 가수이다.

## 학력
- 통진고등학교 졸업
- 용인대학교 국악학과 가야금병창 전공

## 방송
- 헬로트로트

## 음반
- 2014년 꼬까신
- 2016년 먹물 같은 사랑
- 2018년 있어도 없어도
- 2019년 Thank you
- 2019년 정답도 모르면서

## 수상
- 2005년 경기도 청소년 종합예술제 중등부 국악, 성악 최우수상
- 2007년 경기도 청소년 종합예술제 고등부 국악, 성악 최우수상
- 2009년 전국학생국악 경연대회 가야금 병창 최우수상
- 2011년 압독가요제 최우수상
- 2011년 통일로음악회 대상 수상
- 2012년 예당호반가요제 대상 수상